# Herbeys
Herbeys est une commune française située dans le département de l'Isère, en région Auvergne-Rhône-Alpes.
Paroisse de l'ancienne province royale du Dauphiné durant l'Ancien Régime, la commune devenue iséroise lors de la création des départements, adhère à la communauté de communes du Sud Grenoblois entre 2003 et 2013, puis rejoint la communauté de Grenoble-Alpes Métropole en 2014. Ses habitants sont dénommés les Herbigeois.
Historiquement, la commune héberge sur son territoire un château, qui fut la résidence épiscopale des évêques et princes de Grenoble. Celui-ci est inscrit monument historique et certains éléménts sont classés au même titre depuis 1949.

## Géographie

### Situation et description
La commune d'Herbeys se trouve à 8 km à vol d'oiseau de Grenoble, au sud-est de l'agglomération à laquelle elle est rattachée depuis son adhésion à l'intercommunalité de Grenoble-Alpes Métropole au 1er janvier 2014.
Le bourg est situé à 510 mètres d'altitude sur un modeste plateau qui domine à l'ouest le site d'Uriage-les-Bains. Le territoire est également composé de nombreux hameaux.

### Géologie
Géologiquement, le territoire d'Herbeys est situé dans le plus méridional des vrais reliefs des collines bordières de Belledonne, connu sous le nom de montagne des Quatre Seigneurs qui domine le sillon d'Uriage, laquelle culmine à un peu plus de 900 mètres d'altitude .

### Communes limitrophes
| Saint-Martin-d'Hères (quadripoint) | Gières  |                       |
| Poisat                             | Herbeys | Saint-Martin-d'Uriage |
| Brié-et-Angonnes                   |         | Vaulnaveys-le-Haut    |

### Climat
Pour des articles plus généraux, voir Climat d'Auvergne-Rhône-Alpes et Climat de l'Isère.
En 2010, le climat de la commune est de type climat des marges montargnardes, selon une étude du Centre national de la recherche scientifique s'appuyant sur une série de données couvrant la période 1971-2000. En 2020, Météo-France publie une typologie des climats de la France métropolitaine dans laquelle la commune est exposée à un climat de montagne ou de marges de montagne et est dans la région climatique Alpes du nord, caractérisée par une pluviométrie annuelle de 1 200 à 1 500 mm, irrégulièrement répartie en été.
Pour la période 1971-2000, la température annuelle moyenne est de 10,4 °C, avec une amplitude thermique annuelle de 18,3 °C. Le cumul annuel moyen de précipitations est de 1 373 mm, avec 10,2 jours de précipitations en janvier et 6,9 jours en juillet. Pour la période 1991-2020, la température moyenne annuelle observée sur la station météorologique de Météo-France la plus proche, « Chamrousse », sur la commune de Chamrousse à 7 km à vol d'oiseau, est de 5,8 °C et le cumul annuel moyen de précipitations est de 1 219,3 mm,. Pour l'avenir, les paramètres climatiques de la commune estimés pour 2050 selon différents scénarios d'émission de gaz à effet de serre sont consultables sur un site dédié publié par Météo-France en novembre 2022.

### Voies de communication
Situé sur un plateau à l'écart de la cuvette grenobloise, le territoire communal est situé en dehors des grands axes de circulation et n'abrite aucune gare ferroviaire. Il est relié par la route aux hameaux de Tavernolles et Angonnes (commune de Brié-et-Angonnes), à Gières via le Fort du Mûrier et à Uriage-les-Bains. La gare ferroviaire la plus proche est la gare de Grenoble-Universités-Gières située à moins de cinq kilomètres du centre d'Herbeys et desservie par des trains TER Auvergne-Rhône-Alpes.
La commune d'Herbeys est desservie par la ligne 67 du réseau TAG, qui la relie directement à Grenoble (Grand'Place).

## Urbanisme

### Typologie
Au 1er janvier 2024, Herbeys est catégorisée ceinture urbaine, selon la nouvelle grille communale de densité à sept niveaux définie par l'Insee en 2022.
Elle appartient à l'unité urbaine de Brié-et-Angonnes, une agglomération intra-départementale regroupant deux  communes, dont elle est une commune de la banlieue,,. Par ailleurs la commune fait partie de l'aire d'attraction de Grenoble, dont elle est une commune de la couronne,. Cette aire, qui regroupe 204 communes, est catégorisée dans les aires de 700 000 habitants ou plus (hors Paris),.

### Risques naturels et technologiques

#### Risques sismiques
L'ensemble du territoire d'Herbeys est situé en zone de sismicité n°4 (sur une échelle de 1 à 5), comme l'ensemble des communes du territoire de l'agglomération grenobloise.
| Type de zone | Niveau            | Définitions (bâtiment à risque normal) |
| ------------ | ----------------- | -------------------------------------- |
| Zone 4       | Sismicité moyenne | accélération = 1,6 m/s2                |

## Toponymie
Le nom d'Herbeys a évolué au cours des siècles : Herbisium au XIe siècle (cartulaire de Saint Hugues) ; Erbisium en 1191 (cartulaire Ulciensis-Oulx) ; Herbeis -Erbeis - Herbeys en 1260. Puis il y a eu un retour à la latinisation : Erbesium ERBESIUM en 1300 (Charte de Prémol) ; Arbetium au XIVe siècle (nécrologie de Saint Robert) ; Herbeis en 1757 (État des terres du Dauphiné). En 1777 (État des paroisses du Dauphiné), le nom du village s'écrit Herbeys et ne changera plus.
Le nom de commune de la commune pourrait donc être lié à la présence de pâturages utilisés par les animaux pour leur herbage (du latin herbaticum). Une origine liée au mot « arbre » a également été avancée.

## Histoire
Le village d’Herbeys devait déjà exister au XIe siècle, car dans le plus ancien pouillé du diocèse de Grenoble, dont la rédaction remonte au début du XIe siècle, on trouve la mention de son église paroissiale : ECCLESIA SANCTI VICTORIS de HERBISIUM (église Saint-Victor d’Herbeys).
Cette mention prouve qu’Herbeys était déjà un centre suffisamment important pour former une paroisse. Il est probable que dès l'époque gallo-romaine se trouvaient plusieurs exploitations desservies par la voie romaine. Cette voie romaine fut jusqu'au XVIIe siècle la seule route praticable pour se rendre d’Herbeys à Grenoble.
Herbeys, comme les communes voisines, fut secouée par les guerres de religion entre catholiques et protestants qui ensanglantèrent la France au cours des XVIe siècle et XVIIe siècle. La bataille de Jarrie, qui a eu lieu sur le plateau d'Herbeys, Brié et Haute-Jarrie le 19 août 1587, fut une des plus meurtrières pour la région grenobloise, avec 1 500 morts, presque tous suisses.

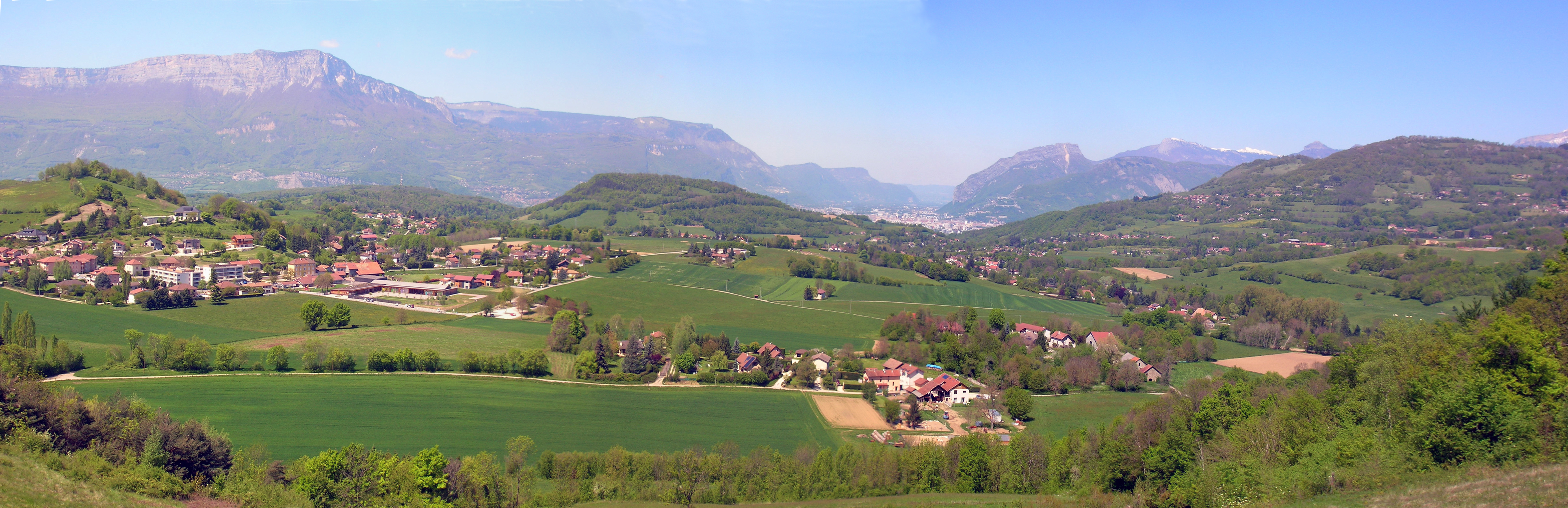
Le plateau d'Herbeys et de Brié-et-Angonnes vu depuis les Crêtes d'Herbeys, où eut lieu la bataille de Jarrie.

## Politique et administration

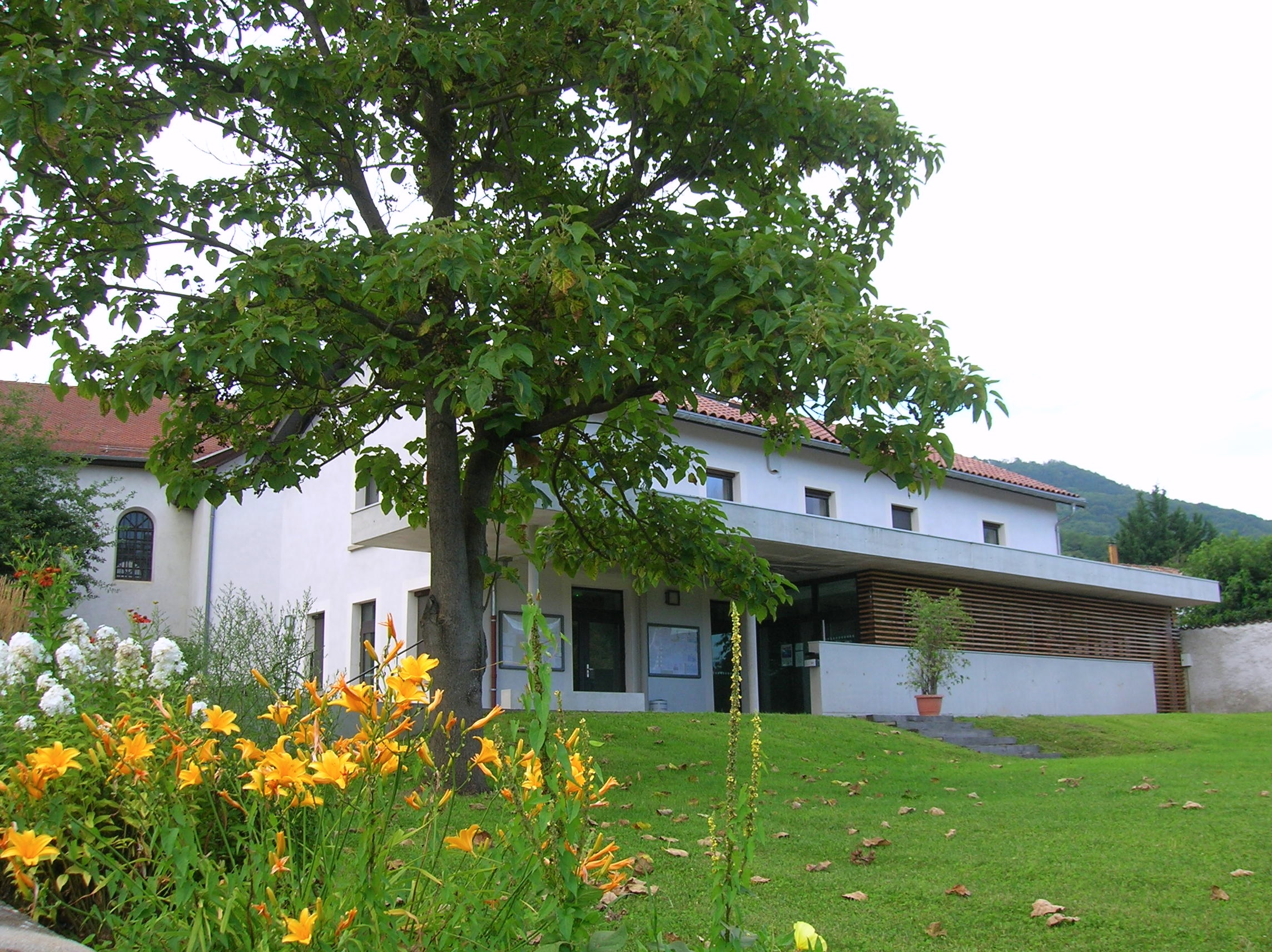
La mairie d'Herbeys.

### Administration municipale
En 2021, la commune qui compte de moins de 1 500 habitants possède un conseil municipal de quinze membres (sept femmes et huit hommes) dont une maire, trois adjoints au maire et onze conseillers municipaux.

### Liste des maires
| Période                                  | Période  | Identité          | Étiquette | Qualité                     |
| ---------------------------------------- | -------- | ----------------- | --------- | --------------------------- |
| 2001                                     | 2008     | Pierre Sion       | ...       | ...                         |
| 2008                                     | 2014     | Brigitte Goillot  | ...       | ...                         |
| 2014                                     | En cours | Françoise Fontana | SE        | Retraitée Fonction publique |
| Les données manquantes sont à compléter. |          |                   |           |                             |

## Population et société

### Démographie
L'évolution du nombre d'habitants est connue à travers les recensements de la population effectués dans la commune depuis 1793. Pour les communes de moins de 10 000 habitants, une enquête de recensement portant sur toute la population est réalisée tous les cinq ans, les populations de référence des années intermédiaires étant quant à elles estimées par interpolation ou extrapolation. Pour la commune, le premier recensement exhaustif entrant dans le cadre du nouveau dispositif a été réalisé en 2004.

En 2022, la commune comptait 1 388 habitants, en évolution de +2,06 % par rapport à 2016 (Isère : +3,07 %, France hors Mayotte : +2,11 %).
| 1793 | 1800 | 1806 | 1821 | 1831 | 1836 | 1841 | 1846 | 1851 |
| ---- | ---- | ---- | ---- | ---- | ---- | ---- | ---- | ---- |
| 504  | 548  | 530  | 661  | 572  | 628  | 583  | 614  | 640  |

| 1856 | 1861 | 1866 | 1872 | 1876 | 1881 | 1886 | 1891 | 1896 |
| ---- | ---- | ---- | ---- | ---- | ---- | ---- | ---- | ---- |
| 608  | 584  | 592  | 565  | 597  | 546  | 521  | 509  | 477  |

| 1901 | 1906 | 1911 | 1921 | 1926 | 1931 | 1936 | 1946 | 1954 |
| ---- | ---- | ---- | ---- | ---- | ---- | ---- | ---- | ---- |
| 522  | 466  | 452  | 368  | 391  | 332  | 346  | 358  | 375  |

| 1962 | 1968 | 1975 | 1982 | 1990  | 1999  | 2004  | 2006  | 2009  |
| ---- | ---- | ---- | ---- | ----- | ----- | ----- | ----- | ----- |
| 375  | 355  | 765  | 945  | 1 086 | 1 167 | 1 225 | 1 260 | 1 342 |

| 2014  | 2019  | 2022  | - | - | - | - | - | - |
| ----- | ----- | ----- | - | - | - | - | - | - |
| 1 358 | 1 362 | 1 388 | - | - | - | - | - | - |

### Enseignement
La commune, qui est rattachée à l'académie de Grenoble, héberge une école primaire, située au bourg central.

### Médias
Historiquement, le quotidien à grand tirage régional Le Dauphiné libéré consacre de façon régulière dans son édition de Grenoble et du sud-Isère, un ou plusieurs articles à l'actualité du canton, de l'agglomération, quelquefois de la commune, ainsi que des informations sur les éventuelles manifestations, les travaux routiers, et autres événements divers à caractère local.

### Cultes
L'église de la commune est desservie par les prêtres de la paroisse de Saint-Jean de la Croix, elle-même rattachée au diocèse de Grenoble-Vienne.

## Économie
Commune rurale, une épicerie et le marché du dimanche matin proposent les produits locaux, à découvrir également durant la foire d'automne, le 3e dimanche d'octobre, où le boudin et le miel sont à l'honneur. Un café-restaurant est ouvert à côté de l'église depuis 1911.
Un centre équestre est présent sur la commune.
Sur la place de l’église se trouve un atelier de couture.

## Culture et patrimoine

### Lieux et monuments
Herbeys compte un monument répertorié à l'inventaire des monuments historiques et un lieu répertorié à l'inventaire général du patrimoine culturel.

#### Château d'Herbeys

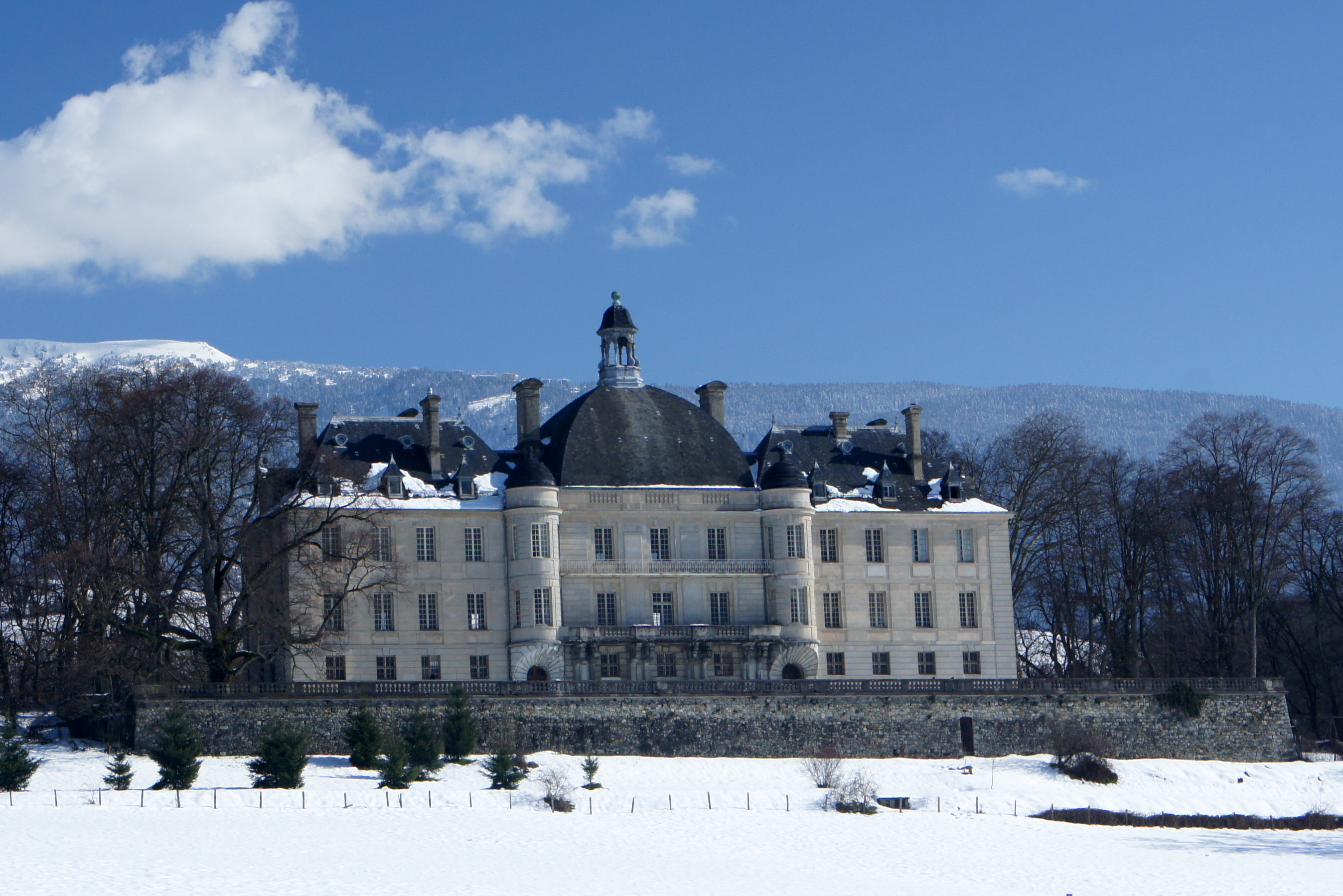
Le château d'Herbeys.

Le village d'Herbeys est indissociable de son château et de sa silhouette au large dôme. Depuis 1998 d'un propriétaire privé, au début du XIVe siècle l’édifice se résumait à une maison forte carrée (la partie centrale actuelle) qui servit par la suite d’hospice.
Plusieurs évêques occupèrent la bâtisse. Monseigneur Le Camus, surnommé le « cardinal des montagnes », à qui l’on doit un précieux inventaire des églises et chapelles, fit aménager dans le parc des jardins à la française.
Pendant la Première Guerre mondiale on transforma la salle du dôme en hôpital.
Le château, datant du XVIIe siècle et non accessible aux visiteurs, possède plusieurs pièces remarquables : le plafond du salon du premier étage fait l'objet d'une inscription partielle au titre des monuments historiques par arrêté du 22 juin 1948 ; le salon à l'italienne dit le Dôme, avec ses décorations en trompe-l'œil, et la salle à manger font l'objet d'un classement au titre des monuments historiques par arrêté du 14 décembre 1949.
Son parc, avec ses jardins remarquables, fait partie de l'Inventaire général du patrimoine culturel.

#### Fort des Quatre Seigneurs

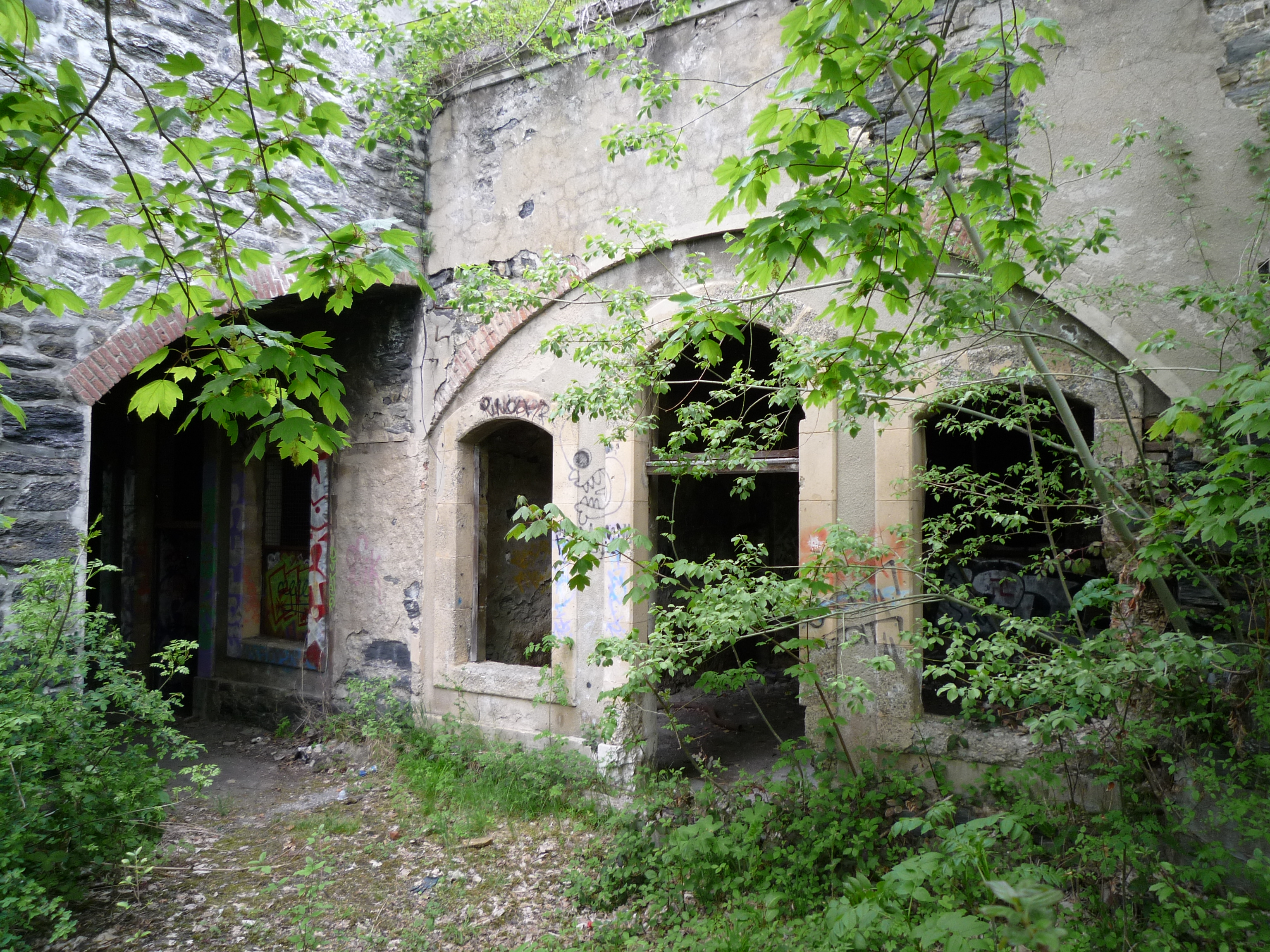
La casemate à l'est du bâtiment principal du fort

Le fort des Quatre Seigneurs est une structure militaire du XIXe siècle se situant à 937 mètres d'altitude, sur la colline nommée « Montagne des Quatre Seigneurs », à la limite des communes d'Herbeys et d'Uriage. Il est l'un des six forts constituant la ceinture fortifiée de Grenoble.

#### ÉgliseSaint-Victor-et-Saint-Oursd’Herbeys

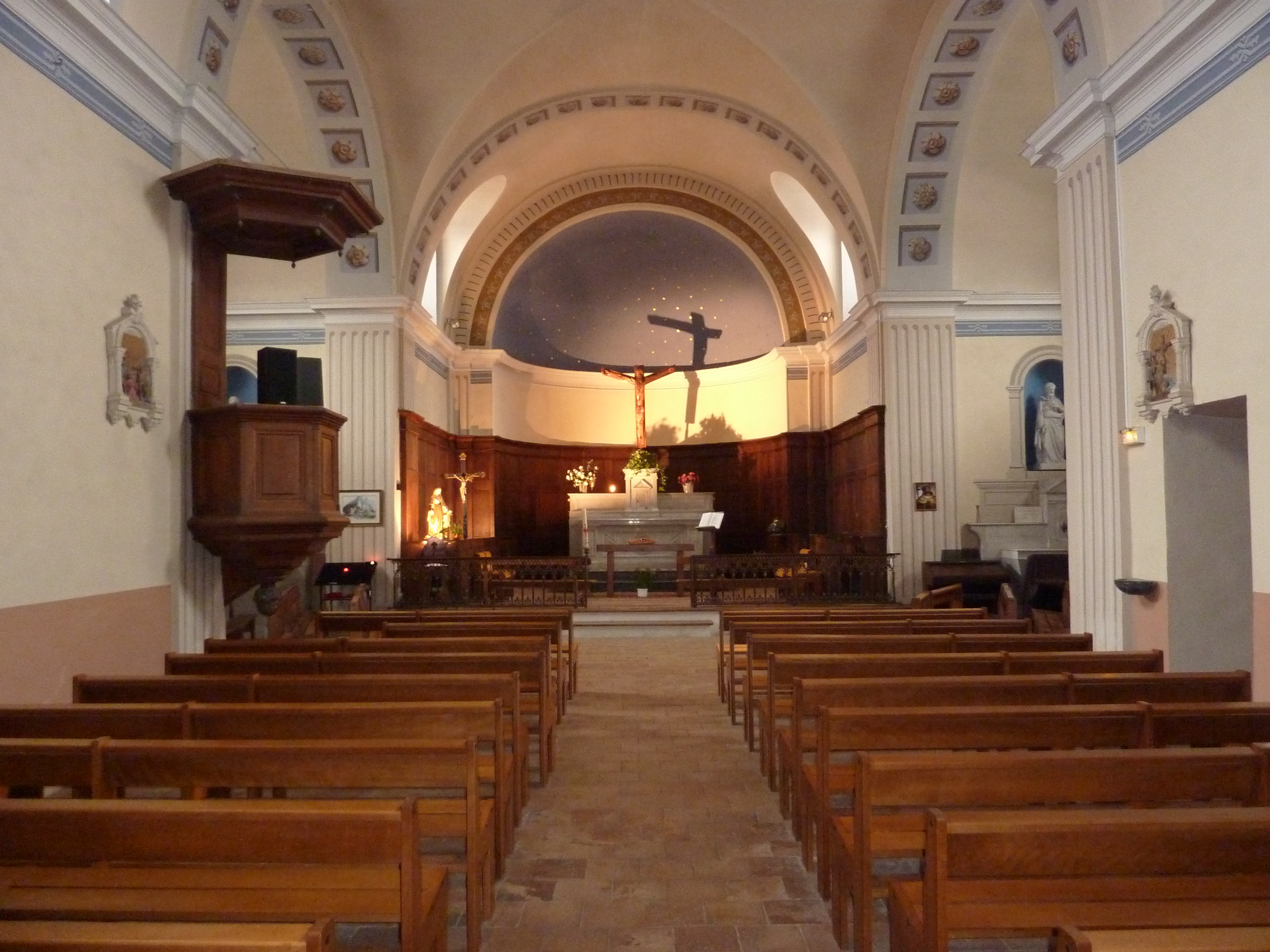
L’intérieur de l'église.

Une église du XIXe siècle se dresse sur la place du village, une très belle décoration intérieure est à découvrir.

#### Pont bascule
Proche des écoles, au centre du bourg ancien, se trouve un pont bascule du XIXe siècle très bien conservé. Breveté par Pierre Guillaumin, connu à son époque pour le pesage, le pont bascule a été construit en 1887 par une société de Voiron.

#### Autres monuments et bâtiments remarquables
- Une maison forte, datant du XVIe siècle, est située à l'ouest du hameau du Villard[28].
- Le château du Chollet est un manoir datant du XVIIIe siècle[28]
- Le lieu-dit de Châtelard, au hameau de Romage, évoque la présence d'un ancien châtelard ou d'une fortification en bois. Il est bien possible que la colline, elle-même, ait été considérée comme une motte castrale[28].
- Quelques fermes-fortes se remarquent dans le paysage agricole, témoins des siècles passés, notamment la ferme au Plâtre[29].
- Le monument aux morts communal se présente sous la forme d'un simple obélisque juché sur un piédestal de deux marches entouré de chaines. Celui-ci commémore les victimes des deux guerres mondiales originaires de la commune[30].

### Personnalités liées à la commune
Bruno Saby, pilote de rallye (vainqueur de Rallye Monte-Carlo et du Tour de Corse) et de rallye raid (vainqueur du Paris Dakar).

### Héraldique
| Blason de Herbeys | Blason  | D’or au rencontre de bœuf de sable.              |
| Blason de Herbeys | Détails | Le statut officiel du blason reste à déterminer. |